# Bad Endorf
Bad Endorf este o comună din districtul Rosenheim, regiunea administrativă Bavaria Superioară, landul Bavaria, Germania.